# Franziska Busch
Franziska Busch (* 20. Oktober 1985 in Seesen) ist eine ehemalige deutsche Eishockeyspielerin und heutige -trainerin, die über viele Jahre 2012 für den ECDC Memmingen, OSC Berlin und WSV Braunlage in der Fraueneishockey-Bundesliga aktiv war. Für die deutsche Nationalmannschaft nahm sie an mehreren Weltmeisterschaften und den Olympischen Winterspielen 2006 und 2014 teil. Mit 225 Länderspielen gehört sie zu den deutschen Rekordnationalspielerinnen. Seit 2019 ist sie Nationaltrainerin der weiblichen U18-Nationalmannschaft.

## Karriere

### Anfänge in Braunlage
Franziska Busch wuchs in Braunlage auf und erlernte den Eishockeysport beim WSV Braunlage. Dort war ihr Vater Bernd ihr erster Trainer. Sie spielte für die männlichen Juniorenmannschaften des Vereins, später auch für die Eishexen, das Fraueneishockeyteam des WSV, in der Bundesliga Nord.

### Erfolge mit dem OSC Berlin und Karriereende in Memmingen
Über den Olympiastützpunkt Hannover und mit Hilfe der VW-Sportförderung kam sie 2007 zum EHC Wolfsburg, um für dessen Herren-Amateurteam in der Eishockey-Regionalliga zu spielen. Parallel begann sie eine Ausbildung bei der VW-Tochter Autovision zur Euro-Management-Assistentin. 2008 wurde sie in die Sportfördergruppe der Bundeswehr aufgenommen und spielte fortan für den OSC Berlin. Mit dem OSC wurde sie 2009 und 2010 jeweils Deutscher Meister, so dass der Verein in der jeweiligen Folgesaison am IIHF European Women Champions Cup teilnehmen konnte. Bei der Austragung 2010 erreichte sie mit dem OSC Berlin das Super-Final, in dem das Team den dritten Platz belegte. Parallel zum Sport und dem Dienst bei der Bundeswehr absolvierte sie ein Fernstudium in Sportökonomie.
2012 verließ sie Berlin und wechselte zum ECDC Memmingen, mit dem sie 2013 den DEB-Pokal gewann. Sie gehörte weiterhin der Sportfördergruppe der Bundeswehr im Rang einer Hauptgefreiten an.
2014 musste Busch sich nach den Olympischen Spielen in Sotschi mehrerer Operationen unterziehen und fiel für die komplette Saison 2014/15 aus. Zu Beginn der folgenden Spielzeit kehrte sie noch einmal aufs Eis zurück, musste ihre Karriere jedoch 2016 endgültig beenden.

### International
Im Herbst 2002 wurde sie erstmals in die deutsche Frauen-Nationalmannschaft berufen, ihr erstes internationales Turnier war der Air Canada Cup 2003. Seither gehört sie fest zum Kader des Nationalteams und lief bei den Weltmeisterschaften 2004, 2005, 2007, 2008, 2012 und 2013. Nachdem die deutschen Frauen bei der Austragung 2008 in die zweite Spielklasse der Welttitelkämpfe, die Division I, abgestiegen waren, nahm Busch mit dem Nationalteam zudem an den Turnieren der Division I 2009 und 2011 teil, wobei bei letzterem der Wiederaufstieg in die Top-Division gelang. Ein weiterer Höhepunkt ihrer Karriere war zudem die Teilnahme an den Olympischen Winterspielen 2006, bei dem sie mit dem Nationalteam den fünften Platz belegte.
Am 3. März 2015 gab der DEB bekannt, dass Franziska Busch ab sofort die Stelle der Frauenbeauftragten übernimmt. Sie soll den DEB beim Deutschen Olympischen Sportbund sowie der International Ice Hockey Federation in Angelegenheiten der Frauen-Nationalmannschaften vertreten. Intern ist die Sportsoldatin für die Repräsentanz und Förderung des Fraueneishockeys zuständig.

### Als Trainerin
Ab 2016 arbeitete Busch als Nachwuchstrainerin bei den Harzer Falken, zunächst bei der U16- und 2017/18 bei der U19-Mannschaft. Ab 2017 war sie zudem Assistenztrainerin bei der Nationalmannschaft der U18-Frauen und unterstützte auch die Frauen-Nationalmannschaft zeitweise als Co-Trainerin. Im November 2018 wurde sie zunächst temporär zur Cheftrainerin der U18-Frauen-Nationalmannschaft befördert. Im Juni 2019 wurde sie hauptamtliche Cheftrainerin der weiblichen U18-Auswahl.

## Erfolge und Auszeichnungen
- 2003 DEB-Pokalsieg mit dem WSV Braunlage
- 2009 Deutscher Meister mit dem OSC Berlin
- 2010 Deutscher Meister mit dem OSC Berlin
- 2011 DEB-Pokalsieg mit dem OSC Berlin
- 2013 DEB-Pokalsieg mit dem ECDC Memmingen

## Karrierestatistik

### International
(Legende zur Spielerstatistik: Sp oder GP = absolvierte Spiele; T oder G = erzielte Tore; V oder A = erzielte Assists; Pkt oder Pts = erzielte Scorerpunkte; SM oder PIM = erhaltene Strafminuten; +/− = Plus/Minus-Bilanz; PP = erzielte Überzahltore; SH = erzielte Unterzahltore; GW = erzielte Siegtore; 1 Play-downs/Relegation; Kursiv: Statistik nicht vollständig)

## Privates
Franziska Busch ist seit 2005 mit dem slowakischen Eishockeyspieler Jozef Potáč liiert und verbringt mit diesem die Sommermonate in Braunlage.